# Киптум, Келвин
Келвин Киптум Черуйот (англ. Kelvin Kiptum Cheruiyot, 2 декабря 1999, Чепкория — 11 февраля 2024, Каптагат, Рифт-Валли) — кенийский бегун на длинные дистанции и марафонец. Рекордсмен мира в марафоне с 8 октября 2023 года (2:00:35).
Дебютировал в марафоне в 2022 году в Валенсии, став третьим человеком в истории, преодолевшим дистанцию за менее чем два часа и две минуты. После этого Киптум дебютировал на World Marathon Major, выиграв Лондонский марафон 2023 года со вторым самым быстрым временем в истории — 2:01:25, что на 16 секунд хуже мирового рекорда. 8 октября 2023 года на 45-м Чикагском марафоне побил мировой рекорд Элиуда Кипчоге (2:01.09), пробежав за 2:00:35.

## Карьера

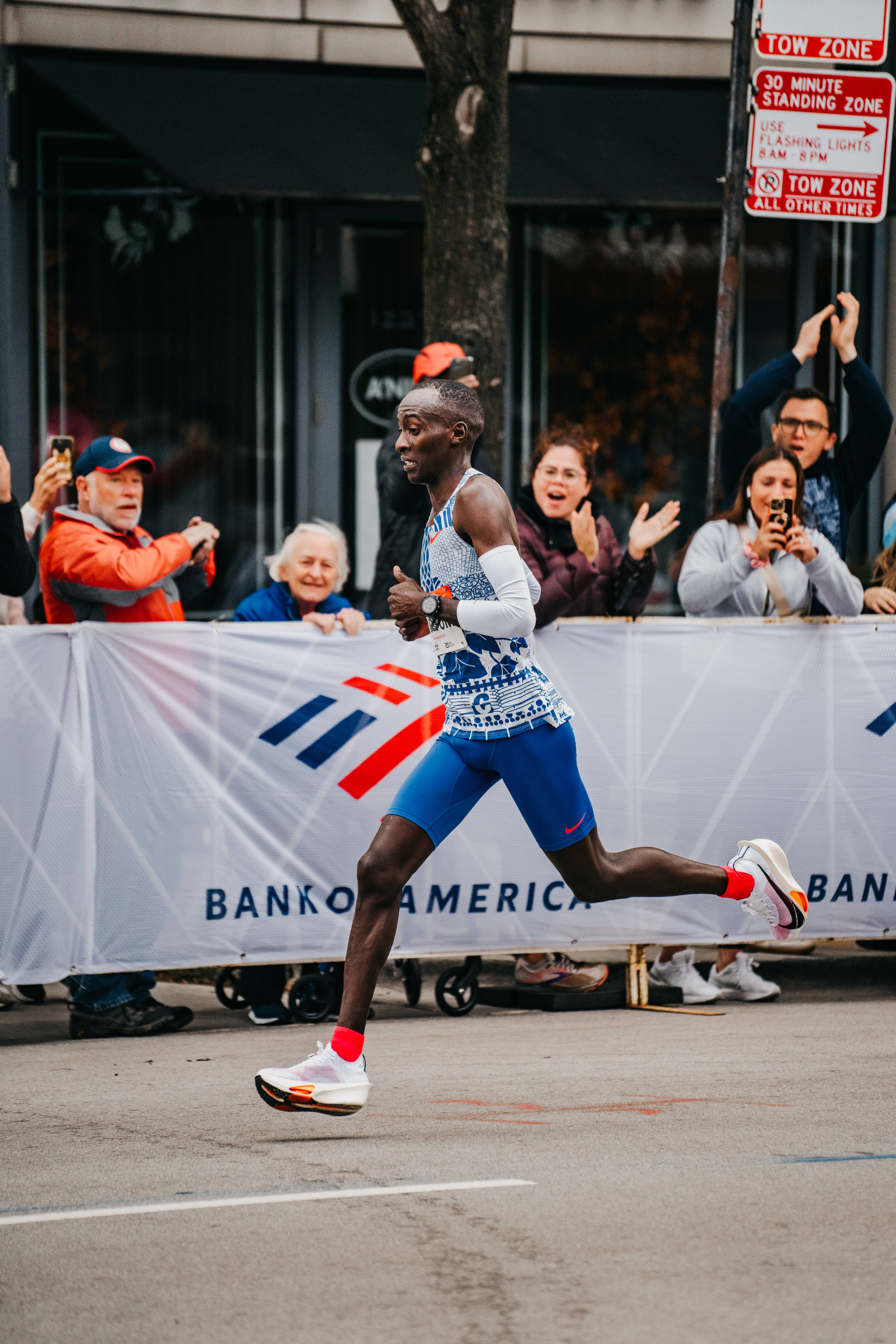
Киптум на Чикагском марафоне 2023 года

Киптум получил первый международный опыт в марте 2019 года, заняв пятое место на лиссабонском полумарафоне (59:54). В декабре 2020 года он установил новый личный рекорд 58:42, заняв шестое место на Валенсийском полумарафоне. В 2021 году пробежал полумарафоны на 59:35 и 59:02 в Лансе (первое место) и Валенсии (восьмое место) соответственно.
4 декабря 2022 года 23-летний спортсмен успешно дебютировал на классическом марафоне, победив на соревнованиях в Валенсии. Он показал лучшее в истории время второй половины дистанции (60:15), но в итоге занял четвёртую позицию в мировом списке за все время — 2:01:53, став третьим человеком в истории, выбежавшим из 2:02 после мирового рекордсмена Элиуда Кипчоге (2:01:09 и 2:01:39) и Кенениса Бекеле (2:01:41). Победное время Киптума стало самым быстрым дебютом в марафоне за всю историю, он улучшил этот рекорд дистанции более чем на минуту. Среди прочих он победил чемпиона мира по марафону 2022 года Тамирата Толу, считавшегося фаворитом гонки.
В своей следующей гонке, 23 апреля 2023 года, Киптум одержал решительную победу на Лондонском марафоне, установив второй самый быстрый результат в истории — 2:01:25, что является рекордом трассы. Он ушёл в отрыв после 30 км и установил рекорд во второй половине дистанции — 59.45, опередив занявшего второе место Джеффри Камворора почти на три минуты, а рекорд Кипчоге — 2:02:37 — более чем на минуту. Киптум уступил мировому рекорду 16 секунд.
8 октября в Чикаго прошел 45-й по счету ежегодный Чикагский марафон, входящий в серию шести самых престижных марафонов World Marathon Majors и имеющий платиновый статус. Келвин финишировал с мировым рекордом — 2:00.35. Прежний рекорд соотечественника Элиуда Кипчоге он улучшил на 34 секунды. Вторым к финишу с личным рекордом пришёл прошлогодний победитель гонки Бенсон Кипруто, его время — 2:04:02. Третье место с результатом 2:04:32 — у бельгийца Башира Абди.

## Гибель
Погиб 11 февраля 2024 года на дороге между городами Каптагат и Эльдорет на западе Кении (основной регион тренировок кенийских бегунов) в результате ДТП, в котором также погиб его тренер Жерве Хакидзимана (Gervais Hakizimana). Сообщается, что за рулём автомобиля находился Киптум, машина врезалась в дерево. На смерть откликнулись президент Кении Уильям Руто, президент World Athletics лорд Себастьян Коу, экс-рекордсмен мира в марафоне Элиуд Кипчоге и многие другие.

## Достижения

### Личные рекорды
- 10 000 метров — 28:27,87 (Стокгольм, 2021)
- 10 километров[англ.] — 28:17 (Утрехт, 2019)
- Полумарафон — 58:42 (Валенсия, 2020)
- Марафон — 2:00:35 WR (Чикаго, 2023)